# Ulderico Sergo
Ulderico Sergo, född 4 juli 1913 i Rijeka, död 20 februari 1967 i Cleveland, var en italiensk boxare.
Sergo blev olympisk mästare i bantamvikt i boxning vid sommarspelen 1936 i Berlin.